# Centre (Alabama)
Centre è un comune degli Stati Uniti d'America situato nella contea di Cherokee dello Stato dell'Alabama.